# ISO 3166-2:ST
ISO 3166-2:ST은 지리 식별 부호(geocode)를 정의하는 ISO 표준인 ISO 3166-2의 일부이며, 상투메 프린시페에 적용된다. 2개의 행정 구역이 하부 부호를 할당받았다. 하부 코드는 2자리의 영어 대문자로 쓴다. ST은 ISO 3166-1에서 할당된 국가 코드를 사용한다.

## 식별 부호
ISO 3166 Maintenance Agency (ISO 3166/MA)가 출판한 ISO 3166-2 표준에 나열된 이름은 다음과 같다:
| 코드 | 행정 구역   |
| ---- | ----------- |
| ST-P | 프린시페 섬 |
| ST-S | 상투메 섬   |